# Rue Pied-du-Pont-des-Arches
La rue Pied-du-Pont-des-Arches est une rue ancienne et historique de la ville de Liège (Belgique) située à proximité du pont des Arches. 

## Histoire et toponymie
Le nom de la rue reflète la situation géographique de celle-ci. En effet, la rue servait de rampe directe et en ligne droite au pont des Arches. Bien que situé dans ce quartier, le pont des Arches dont l'actuel serait la sixième ou septième construction, avait un axe quelque peu différent lors de l'édification des premiers exemplaires. Le bas de la rue Pied-du-Pont-des-Arches était dans cet axe entre Neuvice et la chaussée des Prés sur la rive opposée.  Des vestiges de la deuxième arche du premier pont côté rive gauche sont conservés aux sous-sols du magasin situé à l'angle de la rue et de la rue de la Cité. Cette deuxième arche est reprise sur la liste du patrimoine immobilier classé de Liège depuis 1998. Le bas de cette voie date vraisemblablement du XIe siècle quand le premier pont des Arches fut érigé. La rue s'est appelée rue Pied-du-Pont-de-la-Victoire pendant la période française de Liège (1794-1815) suivant ainsi le nom du pont des Arches devenu temporairement le pont de la Victoire.

## Description
Cette courte rue pavée d'une longueur d'une soixantaine de mètres en légère déclivité applique un sens unique de circulation automobile dans le sens Léopold-Cité. Un escalier de 24 marches permet de rejoindre le quai de la Ribuée et la rive gauche de la Meuse.

## Architecture

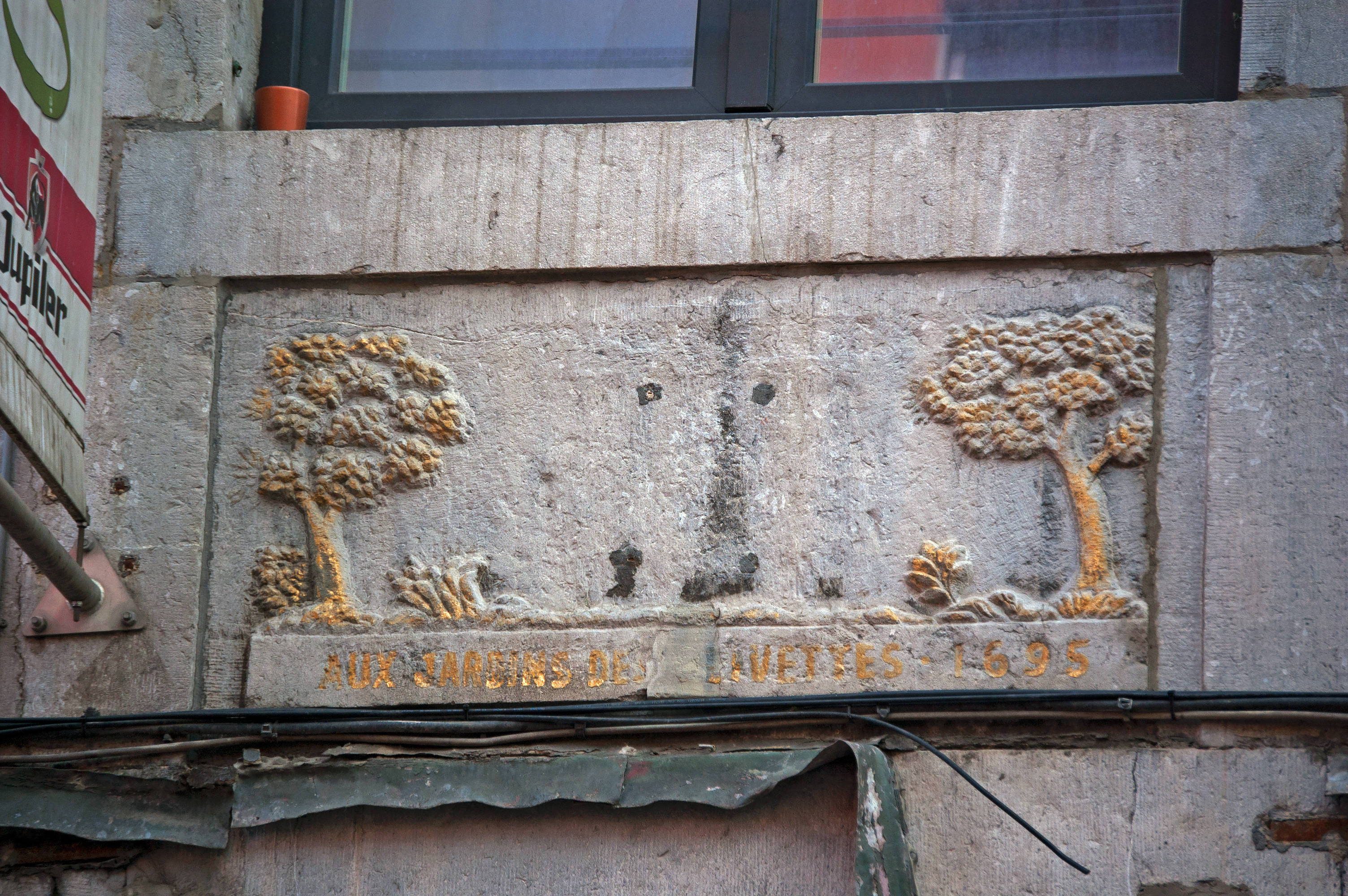
Enseigne du no 6.

La rue a conservé trois immeubles érigés à la fin du XVIIe siècle (nos 3, 6 et 8) et un au XVIIIe siècle (no 4). Ils sont repris à l'inventaire du patrimoine culturel immobilier. 
Parmi ces immeubles, celui situé au no 6, connu pour abriter le café chantant Aux Olivettes, possède une façade de trois étages bâtis exclusivement en pierre calcaire et percés de trois baies jointives à chaque étage. À l'allège de la baie centrale du premier étage, se trouve une enseigne sculptée d'arbrisseaux et de deux arbres plus grands supposés être des oliviers surmontant l'inscription en lettres dorées : AUX JARDINS DES OLIVETTES 1695. La partie centrale de l'enseigne a été martelée à la Révolution car elle montrait les Rois mages.

## Voiries adjacentes
- Rue de la Cité
- En Neuvice
- Quai de la Ribuée (par escalier)
- Rue Léopold
- Pont des Arches